# Chalcothraupis fulvicervix
La  tangara nuquirrufa (Chalcothraupis fulvicervix) es una especie —o el grupo de subespecies Chalcothraupis ruficervix fulvicervix, dependiendo de la clasificación considerada— de ave paseriforme de la familia Thraupidae, perteneciente al  género Chalcothraupis, anteriormente situada en Tangara.  Es nativa de regiones andinas del oeste de América del Sur.

## Distribución y hábitat
Se distribuye a lo largo de la pendiente oriental de la cordillera de los Andes del este de Perú, desde el norte (Amazonas), hasta el noroeste de Bolivia (Cochabamba).
Esta especie es considerada bastante común en sus hábitats naturales: las selvas húmedas montanas y sus bordes, principalmente entre los 1400 y 2400 m de altitud.

## Sistemática

### Descripción original
La especie C. fulvicervix fue descrita por primera vez por los zoólogos británicos Philip Lutley Sclater y Osbert Salvin en 1876 bajo el nombre científico Calliste fulvicervix; su localidad tipo es: «Tilotilo, Yungas de La Paz, Bolivia.»

### Etimología
El nombre genérico femenino Chalcothraupis se compone de la palabras griegas «khalkos»: bronce, y «θραυπίς thraupis»: pequeño pájaro desconocido mencionado por Aristóteles, tal vez algún tipo de pinzón; en ornitología thraupis significa «tangara»; y el nombre de la especie «fulvicervix» se componde de las palabras del latín «fulvus»: color ante, leonado, y «cervix»: nuca.

### Taxonomía
El grupo de subespecies C. ruficervix fulvicervix tradicionalmente agrupado en Chalcothraupis ruficervix, es considerado como especie separada por las clasificaciones Aves del Mundo (HBW) y Birdlife International (BLI) con base en diferencias morfológicas de plumaje; pasaría a denominarse tangara nuquirrufa, mientras que C. ruficervix se denominaría tangara nuquigualda. Esta separación no es seguida todavía por otras clasificaciones.
Varios estudios filogenéticos recientes demostraron que el numeroso y amplio género Tangara era polifilético. Para la especie entonces denominada Tangara ruficervix, que quedaba aislada de las llamadas «tangaras verdaderas», Burns et al. (2016) propusieron  resucitar el género Chalcothraupis. El Comité de Clasificación de Sudamérica (SACC), en la propuesta N° 730 parte 20 aprobó esta separación, en lo que fue seguido por el Congreso Ornitológico Internacional (IOC) y Clements checklist/eBird. Otras clasificaciones como Aves del Mundo (HBW) y Birdlife International (BLI) continúan a incluirla en Tangara, con lo cual conserva su nombre anterior.

### Subespecies
Según la clasificación Clements Checklist/eBird v.2019 se reconocen tres subespecies, con su correspondiente distribución geográfica:
- Grupo politípico fulvicervix:
  - Chalcothraupis fulvicervix amabilis (J.T. Zimmer, 1943) – norte subtropical de Perú, hacia el sur hasta Huánuco.
  - Chalcothraupis fulvicervix inca (Parkes, 1969) – sur subtropical de Perú, al norte hasta Junín.
  - Chalcothraupis fulvicervix fulvicervix (P.L. Sclater y Salvin, 1876) – yungas del noroeste de Bolivia (La Paz y Cochabamba).